# Херньосанд
Херньосанд (на шведски: Härnösand) е град в източна Швеция, лен Вестернорланд. Главен административен център на едноименната община Херньосанд. Разположен е на брега на Ботническия залив. Намира се на около 360 km на североизток от централната част на столицата Стокхолм и на около 40 km на североизток от главния град на лена Сундсвал. Основан е през 1585 г. Има пристанище, жп гара и общо летище с град Сундсвал, което се намира до съседния град Тимро. Населението на града е 17 556 жители според данни от преброяването през 2010 г.